# Jeduševac
Jeduševac falu Horvátországban Kapronca-Kőrös megyében. Közigazgatásilag Koprivnički Bregihez tartozik.

## Fekvése
Kaproncától 9 km-re, községközpontjától 2  km-re délkeletre a Kapronca-patak jobb partján, a drávamenti főút mellett  fekszik.

## Története
A török által elpusztított és a 17. században a kaproncai kapitányság területén újratelepített falvak közé tartozik. 1857-ben 114, 1910-ben 145 lakosa volt. Trianonig Belovár-Kőrös vármegye Kaproncai járásához tartozott. 2001-ben 118 lakosa volt.

## Külső hivatkozások
- Koprivnički Bregi hivatalos oldala
- Horvát történelmi portál – A Drávamente a 17. században